# Leone Ravuetaki

a Compétitions nationales et continentales officielles uniquement.

b Matchs officiels uniquement.
Leone Ravuetaki Tubuarua, né le 10 mars 1986 aux Fidji, est un joueur fidjien de rugby à XV et à sept qui évolue au poste de centre. Il compte plusieurs sélections internationales avec l'équipe des Fidji de rugby à XV ainsi qu'à sept.

## Biographie
Leone Ravuetaki commence la pratique du rugby à XV avec la Naitasiri Rugby Union.
Il est sélectionné en 2012 avec l'équipe des Fidji de rugby à sept dans le cadre de l'étape australienne des séries mondiales de rugby à sept, ; les Flying Fijians remportent ce tournoi.
Il participe à la Coupe des nations du Pacifique 2013 avec l'équipe des Fidji de rugby à XV et cumule trois sélections ; il joue ainsi son premier match international à XV contre le Japon le 1er juin 2013,. Les Fidji remportent ce tournoi pour la première fois de l'histoire de la compétition.
En 2014, Ravuetaki rejoint l'Europe et signe en France avec l'US Dax en Pro D2 un contrat d'une saison plus une optionnelle, en provenance du club fidjien du Fire RC. Au terme de sa première année, après la relégation sportive du club landais, il intègre l'effectif du RC Narbonne pour deux saisons ; il a notamment été repéré lors de sa prestation à Narbonne sous le maillot dacquois,.
Après trois saisons à Narbonne, il signe un pré-contrat de deux saisons avec le Biarritz olympique. Après une première saison convaincante ponctuée de neuf essais inscrits en 14 matchs, il est moins souvent utilisé pendant la saison 2019-2020. Entre-temps, il dispute le 1er février le Supersevens 2020, première édition du championnat de France professionnel de rugby à sept mis en place par la Ligue nationale de rugby, sous les couleurs de l'Union Bordeaux Bègles.
Au terme de cette deuxième saison, interrompue par la pandémie de Covid-19 en France, Ravuetaki n'est pas conservé par le club biarrot. Il s'engage alors avec le CA Périgueux, tout juste promu en Fédérale 1 ; la saison 2020-2021 est elle-même drastiquement raccourcie par la crise sanitaire.
Non conservé par le club de Dordogne, il rejoint à l'intersaison 2021 l'AS Saint-Junien en Fédérale 2 pour une saison.

## Palmarès

### En équipe nationale à XV
- Coupe des nations du Pacifique :
  - Vainqueur : 2013.

### En équipe nationale à sept
- Séries mondiales de rugby à sept :
  - Tournoi d'Australie de rugby à sept :
    - Vainqueur du Bowl : 2012.